# Hadula stoliczkana
Hadula stoliczkana là một loài bướm đêm trong họ Noctuidae.